# 林婉儀
林婉儀，MBG（1984年—2021年9月25日），香港水警西分區總督察，是首位直接參與前線行動及指揮任務的女性水警。2021年9月25日執行反走私行動時，於中國海域遭對方快艇撞翻截擊艇而墮海，失蹤3天後被發現屍體，因公殉職，終年37歲。

## 生平
林婉儀早年就讀聖母玫瑰書院。她於2007年加入警隊，成为警員，起初於屯門警區擔任軍裝警員，其後調任至屯門刑事調查隊，曾驻守九龙城分区及商业罪案调查科。2010年晉升督察。2015年加入水警分區，其後晉升高級督察，2020年4月調任小艇隊主管。林婉儀在小艇隊期間，曾經多次參與反走私行動，截獲70艘快艇並拘捕逾100人，被警隊同僚稱為「走私剋星」。
2019年林婉儀曾處理反修例事件，而獲得踏浪者行動勳章。
2020年8月，香港海關和水警展開聯合行動，林婉儀擔任小艇隊指揮官，由大嶼山追截到長洲截獲一艘走私快艇，拘捕2名中國內地男子，檢獲約港幣3,700萬元電子零件、乾鮑、洋酒、化妝品等走私貨物，及發現12隻走私的狗隻，是該年海上走私雜貨案中貨品總值最大的案件，警方召開記者會由林婉儀負責交代行動細節。
林亦是警察女子足球隊運動員，曾代表參加世界警察和消防員運動會。

## 殉職
2021年9月25日，林婉儀聯同三名警務人員駕駛多重任務截擊艇到沙洲展開反走私行動，發現走私快艇並展開追逐，期間超出香港海域後，於中國大陆海域被走私快艇以高速撞翻截擊艇，使艇上4人墜海，而快艇則快速逃去。艇上3名警務人员迅速救起，而林婉儀則墮海失蹤。 2021年9月27日，一名舢舨戶報案稱在二澳沙灘對開發現浮屍，警方到場並撈起屍體，證實是失蹤的林婉儀，警方宣布其因公殉職，終年37歲。
香港警務處於11月2日在紅磡世界殯儀館為其舉行最高榮譽喪禮，遺體將安葬在浩園，並獲追授榮譽總督察職銜，特首林鄭月娥同部分行政會議成員在當日出席喪禮。 2021年11月15日，林婉儀獲香港特首追授金英勇勳章。